# Adalram

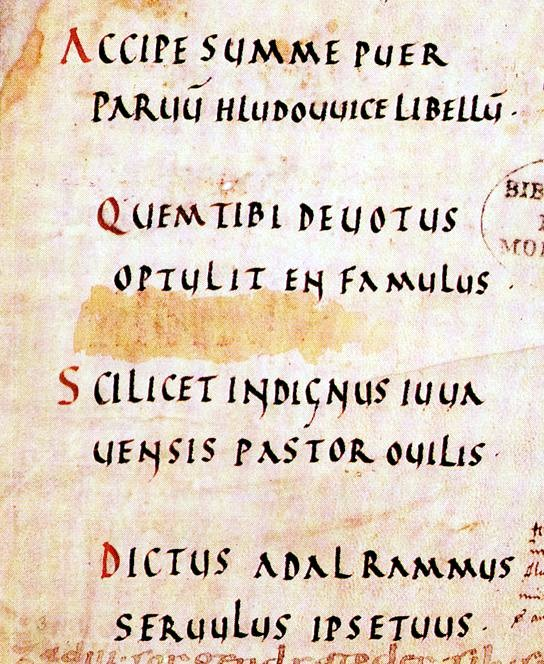
Dedykacja Adalrama w manuskrypcie Muspilli.

Adalram (zm. w 836) – prałat działający w Bawarii na początku IX wieku. Około 819 roku został archidiakonem salzburskiej diecezji. Po śmierci Arno z Salzburga objął arcybiskupstwo w Salzburgu. W 824 zgodnie z żądaniem cesarza Ludwika I Pobożnego otrzymał paliusz od papieża Eugeniusza II.
Jako arcybiskup kontynuował ewangelizację Słowian w Górnej Panonii oraz Karantanii. Podczas swojego episkopatu wyświęcił świątynię w Nitrze – pierwszy kościół w księstwie Nitry, uznawany także jako pierwszy kościół na Słowacji. Władca Nitry – Pribina – wcześniej pojął za żonę chrześcijankę z Bawarii, dlatego kościół służył zapewne dworzanom przybyłym wraz z żoną Pribiny. Oprócz tego w Nitrze znajdowała się niewielka kolonia kupców bawarskich. Umarł 4 stycznia 836 roku.
Adalram jest także związany z autorstwem wielu manuskryptów, które znajdują się obecnie w Bawarskiej Bibliotece Miejskiej. Vol. 15817 zawiera kilka prac o św. Augustynie oraz najstarszą dotrwałą do naszych czasów wersją Żywotów św. Kutberta. Manuskrypt vol. 14098 zawiera Muspilli, jeden z dwóch zachowanych egzemplarzy staro-wysoko-niemieckich eposów (drugim jest Pieśń o Hildebrandzie), napisany na marginesach trzech pustych stron manuskryptu.